# Библиотека провинции Ляонин
Библиотека провинции Ляонин (кит. 辽宁省图书馆) — крупнейшая библиотека провинции Ляонин и одна из крупнейших на Северо-востоке КНР. Расположена в г.Шэньян, район Наньта.
Библиотека провинции Ляонин — государственное учреждение, организованное на провинциальном уровне, комплексная публичная библиотека.

## История создания
История создания библиотеки провинции Ляонин восходит к Библиотеке Северо-востока КНР, которая была создана в 1947 году. 15 августа 1948 года она была открыта в г.Харбин (провинция Хэйлунцзян), а в феврале 1949 года переехала в г.Шэньян.
В 1955 году сменила название на библиотеку провинции Ляонин. Была основана непосредственно по распоряжению руководства КПК в качестве «крупной публичной библиотеки».
В 1989 году переехала в новое здание, площадь зданий и сооружений — 33 тыс. м².

## Современное состояние и деятельность
С конца 1997 года началась реконструкция, а 15 августа 1998 года официально открылась для читателей.
За прошедшие 50 лет библиотека постоянно развивалась как комплексное публичное учреждение. В текущем собрании насчитывается более 4 млн томов, на более, чем 10 языках.
Принимает участие в программах межбиблиотечного обмена с 16-ю государствами и территориями. В библиотеке представлены древние рукописи (около 560 тыс.), особенно ценными являются издания эпохи династий Сун и Юань (более сотни томов).
Так как библиотека располагается на Северо-востоке КНР, в ней представлена уникальная коллекция маньчжурских документов, относящихся к династии Цин.
Общее количество обслуживающего персонала — 260 человек. Специализированные отделы библиотеки — Отдел собрания, подписки и редактирования, Отдел приёма и выдачи, Отдел редких книг и рукописей, Отдел периодики, Отдел информации и консалтинга, Центр электронных публикаций и Интернет, Отдел исследований и т. д.
Количество мест в читальных залах — около 1100.
Всего в библиотеке — 28 читальных залов и специализированных аудиторий.
Количество посещений в день — около 3000 человеко-раз.
За последние несколько лет работа коллектива библиотеки неизменно отмечается на уровне партийного комитета, правительства провинции Ляонин и руководства различных министерств и ведомств.

## Электронная библиотека

Читальный зал библиотеки

С 1997 года, библиотека начала работу надо созданием электронной библиотеки, завершено создание внутренней сети, кроме того, существует доступ к сети Чайнанет и Интернет, а также электронным базам данных. Работает электронный читальный зал периодики. Это делает часть информационных материалов библиотеки доступной через сеть.
Кроме того, продолжается работа по созданию собственного книгохранилища для удобства читателей.

## Интересные факты
На первом этаже библиотеки действует экспозиция предметов мебели, ранее принадлежавших Чжан Сюэляну.